# Toxeus cuneatus
Toxeus cuneatus es una especie de araña saltarina del género Toxeus, familia Salticidae. Fue descrita científicamente por Badcock en 1918.
Habita en Malasia.